# كارلينهوس
كارلينهوس (بالبرتغالية: Carlos Alberto de Almeida Junior; Carlinhos‏) (17 يونيو 1980 بريو دي جانيرو في البرازيل - ) هو لاعب كرة قدم برازيلي في مركز الوسط. لعب مع ستاندارد لييج ونادي آراو ونادي برازيليا ونادي فاسكو دا غاما ونادي فلامنغو ونادي بانغو أتلتيكو.